# Mistřovice
Mistřovice (pol. Mistrzowice; něm. Mistrzowitz) je část města Český Těšín v okrese Karviná. Nachází se na západě Českého Těšína. Prochází tudy silnice I/11. V roce 2009 zde bylo evidováno 200 adres. V roce 2001 zde trvale žilo 404 obyvatel.
Mistřovice je také název katastrálního území o rozloze 3,14 km2.

## Název
Původně šlo o pojmenování obyvatel vesnice Mistřovici. Odvozeno bylo od osobního jména Mistř, varianty jména Mistr, a znamenalo "Mistřovi lidé".

## Dějiny
Vesnice Mistřovice náležela po staletí komoře těšínské; gruntovní registra ze 16. století byla pořízena v češtině. V roce 1910 žilo v Mistřovicích 213 katolíků, 445 evangelíků a 7 osob jiného vyznání,380 obyvatel, z toho 372 (97,9 %) Poláků, 5 (1,3 %) Čechů a 3 (0,8 %) Němců.

## Významní rodáci
- Jerzy Cienciała, polský politik a národní buditel
- Karol Daniel Kadłubiec, polský vědec, pedagog, známý učenec lingvistiky
- Theofil Halama, český básník, pedagog, filolog a katolický teolog

## Kultura
V Mistřovicích je činné místní sdružení sdružení Polského kulturně-osvětového svazu.